# Ada Wells

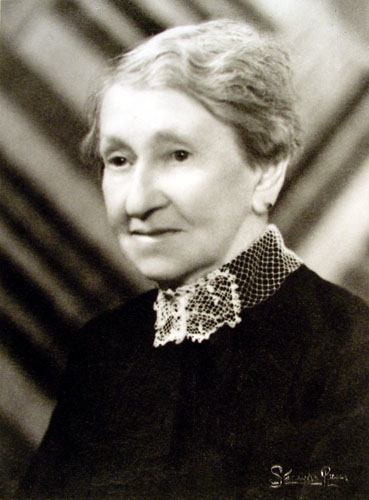
Ada Wells, Anfang der 1930er Jahre

Ada Wells (* 29. April 1863 in Oxfordshire, Vereinigtes Königreich; † 22. März 1933 in Christchurch, Neuseeland) war eine neuseeländische Politikerin und Frauenrechtlerin. Sie gründete das Canterbury Women's Institute, war die erste nationale Sekretärin des National Council of Women of New Zealand und war die erste Frau, die in den Stadtrat von Christchurch gewählt wurde. Sie war eine Verfechterin kostenloser Kindergärten, des allgemeinen Zugangs zur weiterführenden Bildung und der Reform der Kommunalverwaltung, des Wohltätigkeitssystems und der Gefängnisse. Sie sprach sich öffentlich gegen Militarismus und Imperialismus aus, lehnte die Einberufung ab und unterstützte Kriegsdienstverweigerer im Ersten Weltkrieg.

## Leben und Werk

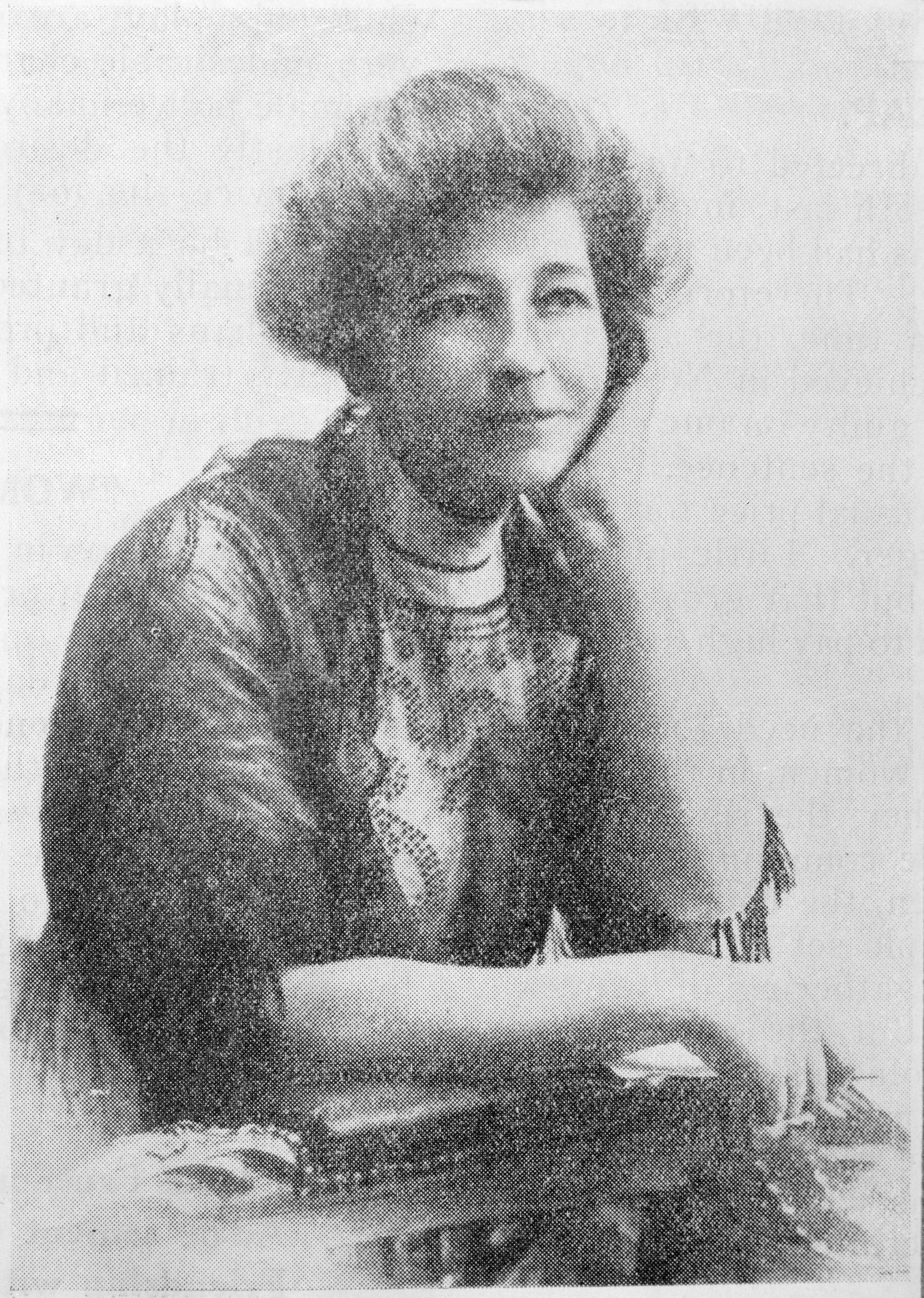
Ada Wells, 1910

Wells war die Tochter von Maria Beckett und ihrem Ehemann dem Stellmachergesellen William Henry Pike. 1873 reiste sie mit ihren Eltern, drei Schwestern und einem Bruder auf dem Schiff Merope nach Neuseeland und kam am 31. Oktober in Lyttelton an.
Wells besuchte ab 1874 die Avonside School und ab 1876 die Christchurch West School. 1881 erhielt sie das Junior-Stipendium der Universität und besuchte die University of Canterbury. Sie erwarb 1882 den ersten Teil ihres Bachelor of Arts-Abschlusses und wurde 1883 Hilfslehrerin an der Christchurch Girls' High School. 1887 war sie Hilfslehrerin an der Christchurch East School und von 1888 bis 1892 unterrichtete sie an der St Albans School.
Am 7. Januar 1884 heiratete sie den Organisten Harry Wells, mit dem sie drei Töchter und einen Sohn bekam. Der Alkoholkonsum ihres Mannes verhinderte eine feste Anstellung für ihn und Wells musste die Verantwortung für den Unterhalt ihrer Familie übernehmen. Sie übernahm Lehraufträge und praktizierte wie ihre Mutter ebenfalls Naturheilkunde.
Als sie 1892 wegen ihrer Schwangerschaft von ihrer Lehrtätigkeit an der St. Albans School entlassen wurde, begann sie sich für das Wohl von Frauen und Kindern einzusetzen.

## Soziales Engagement

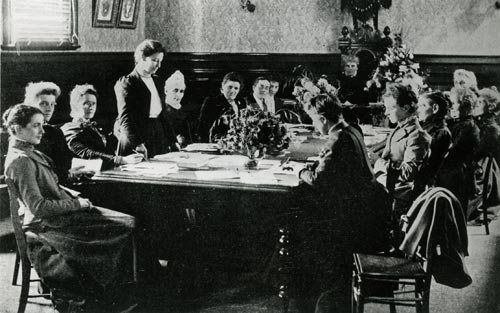
Foto einer Sitzung des National Council of Women of New Zealand im Jahr 1901. Ada Wells steht und spricht vor dem Rat. Kate Sheppard sitzt am Kopfende des Tisches (hinten)

1893 wurde sie Sekretärin der Wirtschaftsabteilung des neu gegründeten Canterbury Women’s Institute (CWI) und Sekretärin des National Council of Women bei seiner ersten Sitzung im Jahr 1896. Von 1895 bis 1899 schrieb sie „Home“, eine Kolumne zum Thema Gesundheit, für die Zeitschrift der Women’s Christian Temperance Union New Zealand.

## Einsatz für das Frauenwahlrecht

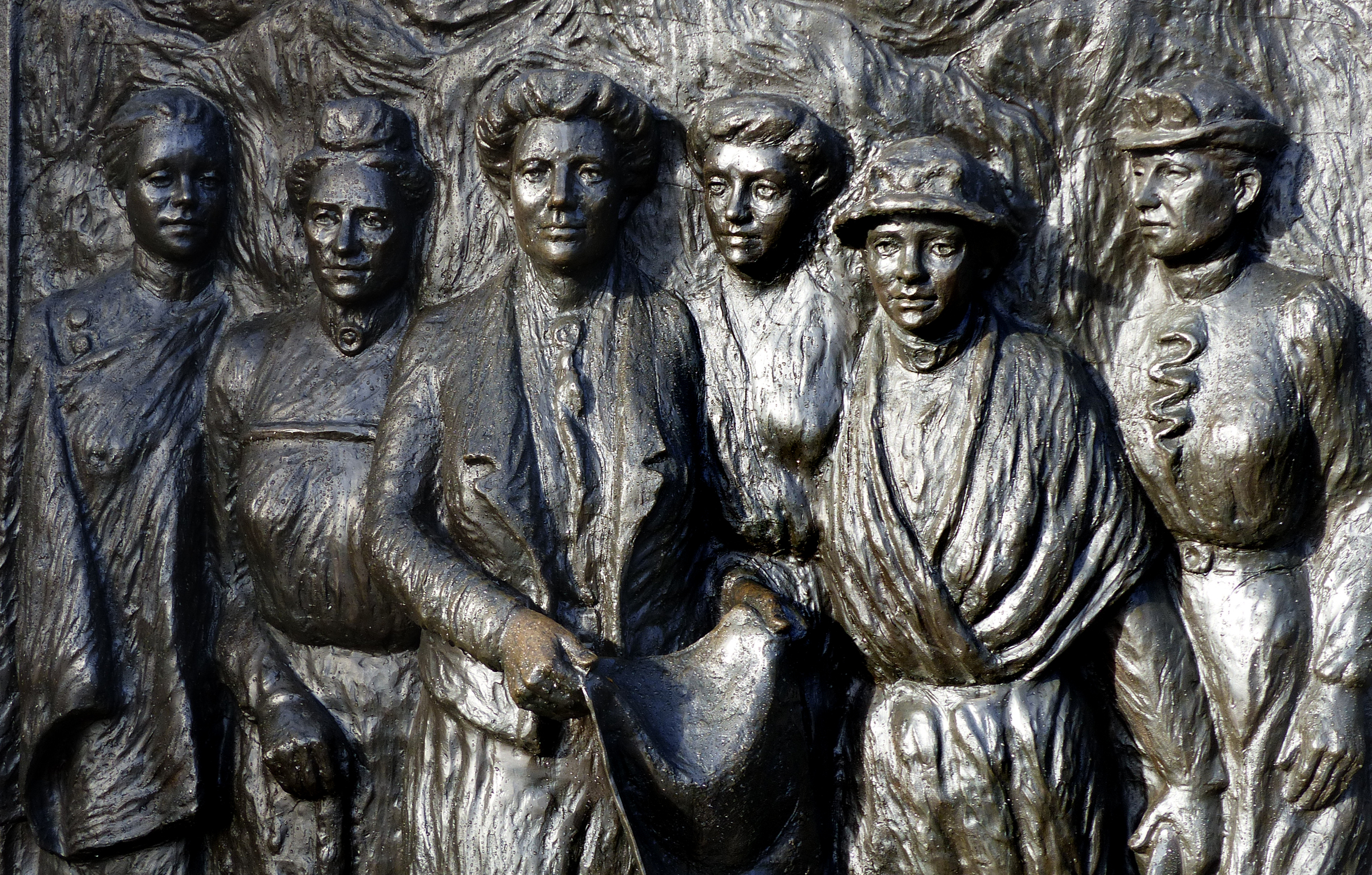
Das Denkmal, ein Werk der Bildhauerin Margriet Windhausen, besteht aus einem 3,3 × 2,1 m großen Flachrelief aus Bronze, das von einer 5 m hohen Kieselsteinmauer getragen wird. Das Denkmal steht in einem Landschaftsgebiet neben dem Avon River auf der Oxford Terrace, das als Kate Sheppard National Memorial Reserve bekannt ist. Es ist das einzige nationale Denkmal in Christchurch und das einzige neuseeländische Denkmal, das den Kampf für das Frauenwahlrecht darstellt. Die Mitteltafel zeigt lebensgroße Figuren von Kate Sheppard und anderen Anführern der Wahlrechtsbewegung. Kleinere Tafeln zeigen Frauen der damaligen Zeit in typischen Alltagssituationen. Bronzetafeln dokumentieren die geschriebene Geschichte von Kate Sheppard und der Wahlrechtsbewegung. Eine in der Wand eingeschlossene Zeitkapsel enthält eine Aufzeichnung der Spender und für das Leben der Frauen im Jahr 1993 relevantes Material. Die sechs Frauen sind Kate Sheppard, Meri Te Tai Mangakāhia, Amey Daldy, Ada Wells, Harriet Morison und Helen Nicol

In den späten 1880er Jahren wurde eine aktive Kampagne für das Wahlrecht der Frauen organisiert. Wells war als Verfechterin der Frauenrechte in der Wahlkampfkampagne Organisatorin und Aktivistin für die Frauenwahlrechtsbewegung. 1893 wurde Neuseeland das erste selbstverwaltete Land der Welt, in dem alle Frauen das Wahlrecht bei Parlamentswahlen hatten.
Während sich viele Wahlrechtsaktivisten nach 1893 aus dem öffentlichen Leben zurückzogen, nahm Wells weiterhin eine aktive Rolle in der lokalen und nationalen Politik ein. Sie plädierte für kostenlose Kindergärten, den allgemeinen Zugang zur weiterführenden Bildung, die Aufhebung des Contagious Diseases Act 1869 sowie die Reform der Kommunalverwaltung, des Wohltätigkeitssystems und der Gefängnisse.
1892 gründete Wells zusammen mit Alexander Bickerton das Canterbury Women's Institute (CWI), dessen Präsidentin sie viele Jahre lang war. 1896 wurde sie die erste nationale Sekretärin des National Council of Women of New Zealand (NCW) und 1898 half sie, die Kampagne zur Gründung der Canterbury Children's Aid Society voranzutreiben. 1899 wurde sie als eine der ersten beiden Frauen in den Ashburton and North Canterbury United Charitable Aid Board gewählt und war dort bis 1906 Mitglied. Darüber hinaus war sie mit der Prison-Gate-Mission verbunden, einer Organisation, die sich für die Rehabilitation von Gefangenen einsetzt.
Wells beteiligte sich auch aktiv an der Kampagne zur Änderung des Wahlgesetzes, um Frauen die Wahl ins Parlament zu ermöglichen. 1917 trat sie als Labour-Kandidatin an und wurde als erste Frau in den Stadtrat von Christchurch gewählt. Sie erklärte, es sei bedauerlich, dass der Kriegsgeist überhaupt gefördert werden sollte, und sie plädierte für Frieden, anstatt den Krieg fortzusetzen. Während ihrer Zeit als Stadträtin besuchte sie die inhaftierten Kriegsdienstverweigerer.

## Friedensaktivistin
Wells lehnte den Krieg kompromisslos ab. Im Jahr 1917 nahm Wells an der Konferenz der neu gegründeten New Zealand Labour Party teil und sprach im Namen der arbeitenden Frauen als Mitglied einer Abordnung des obersten Regierungsministers William Herries. Sie argumentierte, dass es erstaunlich sei, dass sie zu einer Zeit gekommen seien, in der Männer, die für die Freiheit und das gerühmte Recht ihrer Zivilisation eintraten, in Gefängniszellen gesteckt wurden. Als Mitglied einer Arbeitsdeputation sprach sich Wells 1919 beim Innenminister George Warren Russell für Kriegsdienstverweigerer aus und protestierte gegen die Beibehaltung der obligatorischen militärischen Ausbildung. Bemerkenswerterweise wurde Wells nie wegen ihrer Antikriegsreden verhaftet.
Wells starb im Alter von 69 Jahren am 22. März 1933 in Christchurch.
Bei ihrem Tod im Jahr 1933 hieß es in der Zeitung Press: Neuseeland habe eine der bedeutendsten Frauen seines öffentlichen Lebens verloren.

## Ehrungen

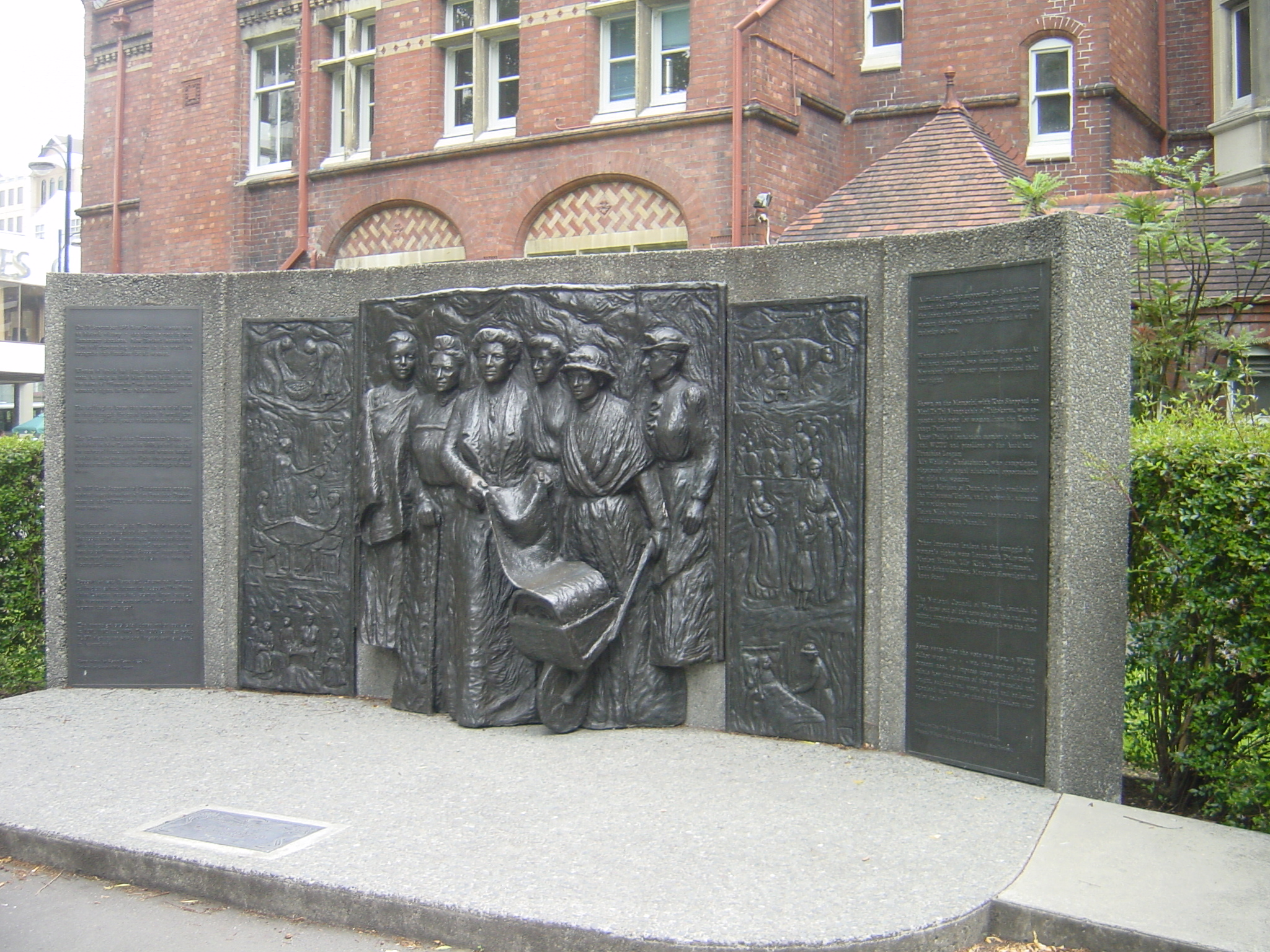
Das Kate Sheppard National Memorial, ein 1993 enthülltes Bronzerelief von Margriet Windhausen, zeigt sechs der prominentesten Suffragistinnen Neuseelands

- Wells ist eine von sechs Persönlichkeiten, die im Kate Sheppard National Memorial in Christchurch geehrt werden, das 1993 zum 100. Jahrestag des Wahlrechts in Neuseeland enthüllt wurde.[9]
- Ada Wells Memorial Prize der University of Canterbury
- Ada Wells Court in Christchurch
- Ihre Urenkelin Rachel McAlpine veröffentlichte 1990 den Roman Farewell Speech, in dem Wells von ihrer Kampagne für das Frauenwahlrecht erzählt.